# Edvard Petrini
Edvard Petrini, född 30 september 1856 i Falun, död 7 maj 1922 i Uppsala, var en svensk filosof och författare.

## Biografi
Petrini avlade studentexamen i Stockholm 1874 och filosofie doktor vid Uppsala universitet 1889, docent i estetik samma år. Denna docentur bytte han år 1900 mot den i teoretisk filosofi. Vid sidan av sina akademiska uppgifter sysslade han med uppfinningar. Han tillhörde Västmanlands-Dala nation vars hedersledamot han var och vars förste kurator han var några år i början av 1890-talet. Vid sin pensionering erhöll han professors namn.
Petrini uppfann de så kallade takypoderna, ett mellanting mellan cykel och rullskridskor.

## Skrifter
Petrini har bland annat skrivit Framställning och kritik af Zimmermanns lära om de allmänna ästetiska formerna (1889), Om sympatiska känslor (1900), Alfred Lehmanns teori om känslans förhållande till förnimmelsen och Om känslolagar, de båda senare i Uppsala universitets årsskrift, samt Psykologiska dogmer (1907).

## Familj
Edvard Petrini var son till Henrik Edvard Petrini, grosshandlare i Falun, och Anna Catarina Lindström. Han var bror till Henrik Petrini och Märta Petrini.
Edvard Petrini är begravd på Uppsala gamla kyrkogård.